# جون تومسون
جون تومسون (بالإنجليزية: John G. Thompson)‏ هو عالم رياضيات أمريكي ولد في 13 أكتوبر 1932

 في أوتاوا (كانساس)، الولايات المتحدة ، حائز على جائزة وسام فيلدز.

## وصلات خارجية
- الموقع الرسمي لجائزة وسام فيلدز